# Gornja Gračenica
Gornja Gračenica is een plaats in de gemeente Popovača in de Kroatische provincie Sisak-Moslavina. De plaats telt 971 inwoners (2001).